# Spasite utopajusjjego
Spasite utopajusjjego (russisk: Спасите утопающего) er en sovjetisk spillefilm fra 1967 af Pavel Arsenov.